# Wallendorf (Luppe)
Wallendorf (Luppe) ist ein Ortsteil der Gemeinde Schkopau im Saalekreis in Sachsen-Anhalt (Deutschland). Am 1. April 1937 wurden die Gemeinden Pretzsch und Wegwitz eingemeindet.

## Geografie

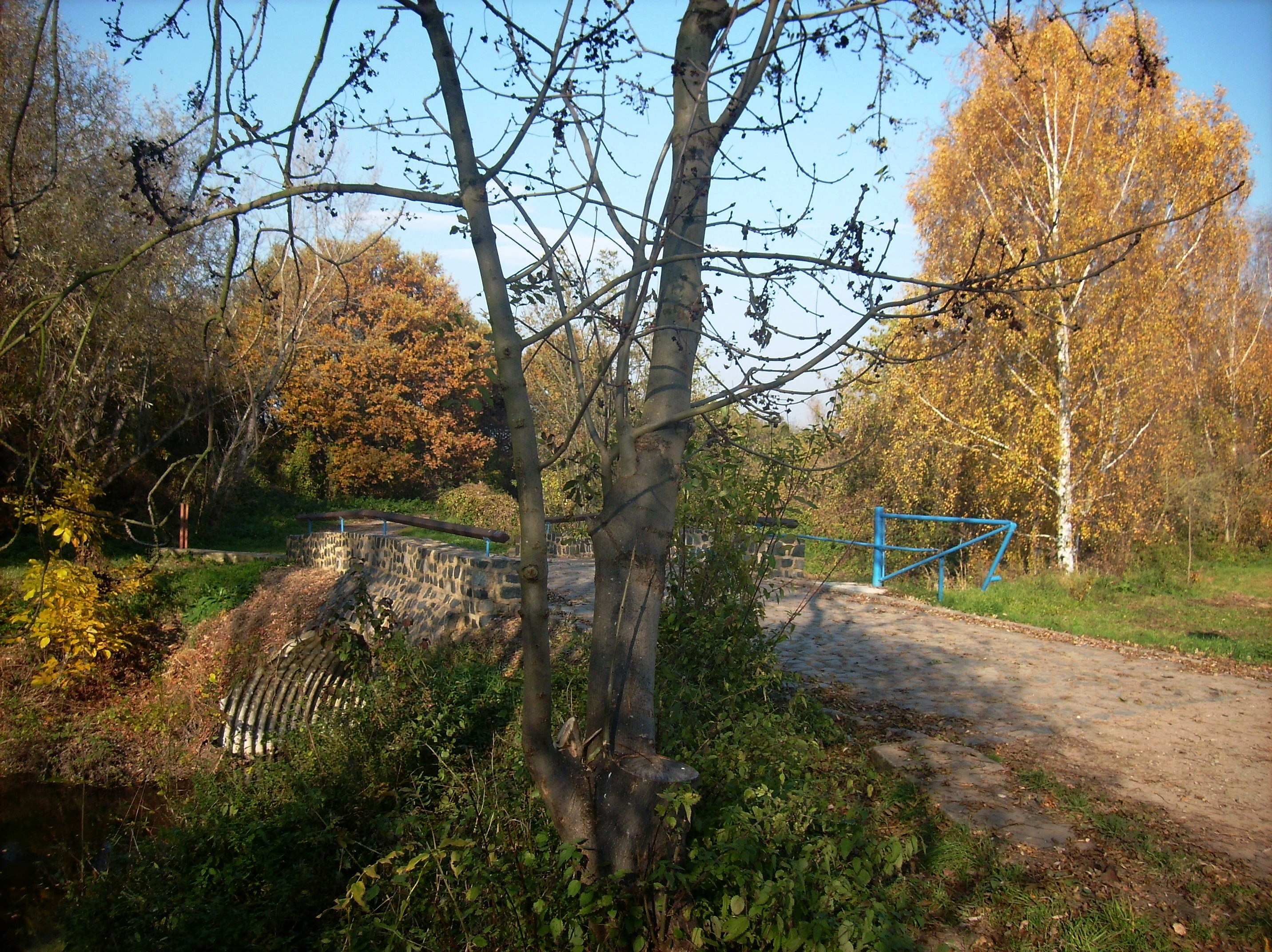
Luppebrücke bei Wegwitz

Wallendorf liegt zwischen Merseburg und Leipzig an der Luppe. Im Nordwesten bzw. -osten grenzt Wallendorf an die Schkopauer Ortsteile Luppenau und Raßnitz, im Osten, Süden und Westen an die Leunaer Ortsteile Zöschen, Kötzschau und Friedensdorf.
Im Norden befinden sich mit dem Wallendorfer und Raßnitzer See zwei geflutete Tagebaurestlöcher.

## Geschichte

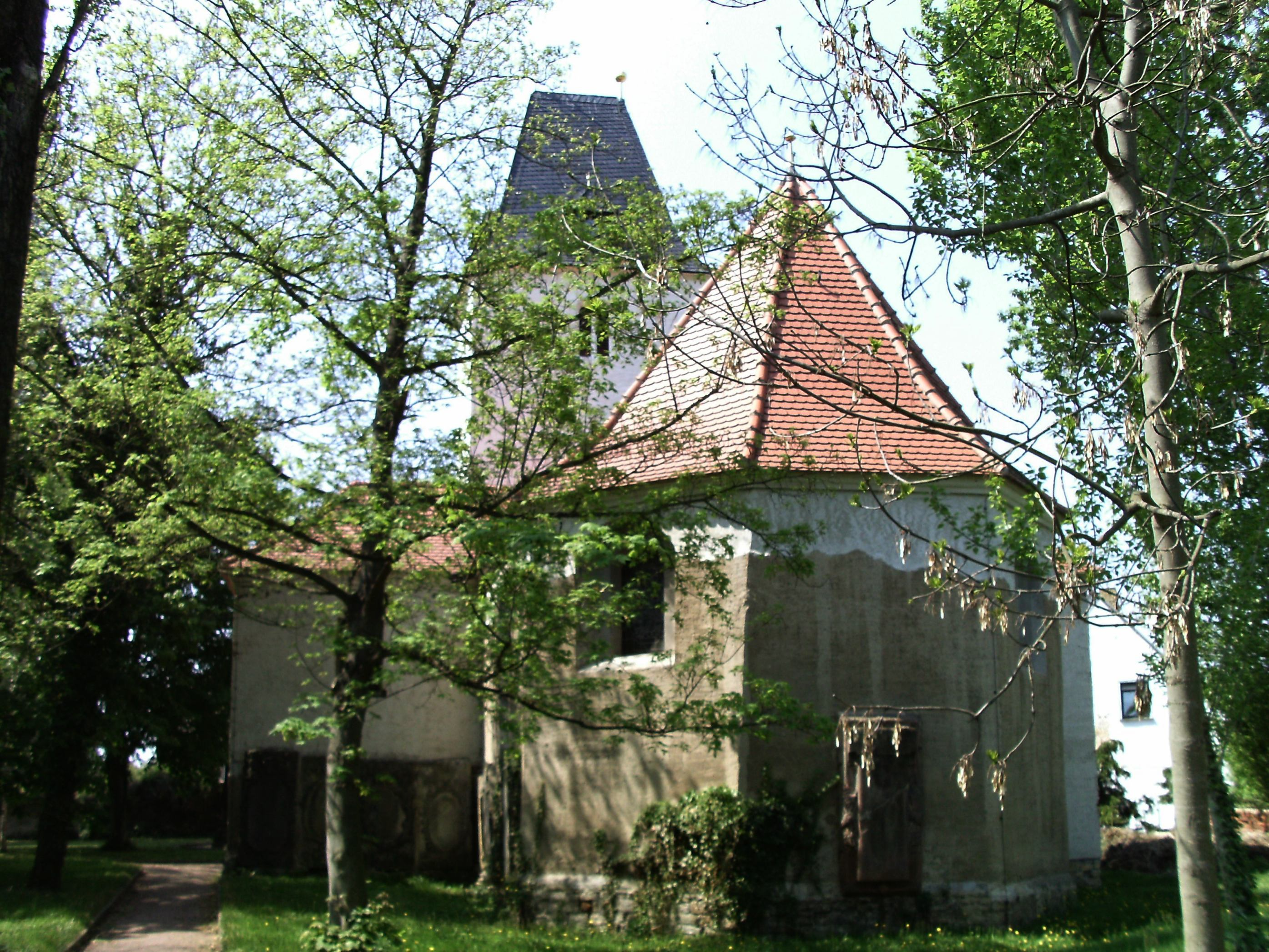
Kirche

Der Ort Wallendorf wurde erstmals 1091 als Vorwerk von Merseburg erwähnt. Während Wallendorf und Pretzsch bis 1815 zum hochstift-merseburgischen Amt Merseburg gehörten, wurde Wegwitz durch das hochstift-merseburgische Amt Schkeuditz verwaltet. Beide Ämter standen seit 1561 unter kursächsischer Hoheit und gehörten zwischen 1656/57 und 1738 zum Sekundogenitur-Fürstentum Sachsen-Merseburg. Nachgewiesen ist, dass Gustav Adolf vor der Schlacht bei Lützen im Jahr 1632 in Wallendorf war.
Durch die Beschlüsse des Wiener Kongresses wurden Wallendorf, Pretzsch und Wegwitz im Jahr 1815 an Preußen abgetreten und 1816 dem Kreis Merseburg im
Regierungsbezirk Merseburg der Provinz Sachsen zugeteilt, zu dem sie bis 1952 gehörten. Am 1. April 1937 wurden die Gemeinden Pretzsch und Wegwitz nach Wallendorf eingemeindet.
Während des Zweiten Weltkriegs wurde Wallendorf, auch bedingt durch die Nähe der Chemiewerke Leuna und Buna, durch englische und amerikanische Luftangriffe stark zerstört. Durch die Bombenangriffe 1944 verloren 15 Einwohner ihr Leben und durch Kampfhandlungen in Wallendorf 1945 fünf Männer. Dazu kamen zwei Flaksoldaten, die am 16. April 1945 gefallen sind.
Bei der Kreisreform in der DDR wurde Wallendorf im Jahr 1952 dem Kreis Merseburg im Bezirk Halle zugeteilt, der 1994 zum Landkreis Merseburg-Querfurt und 2007 zum Saalekreis kam. Von 2006 bis 2009 gehörte die selbständige Gemeinde Wallendorf zur Verwaltungsgemeinschaft Leuna-Kötzschau. Letzter Bürgermeister war Hans-Joachim Pomian. Am 1. Januar 2010 wurde Wallendorf in die Einheitsgemeinde Schkopau eingegliedert.

## Wappen

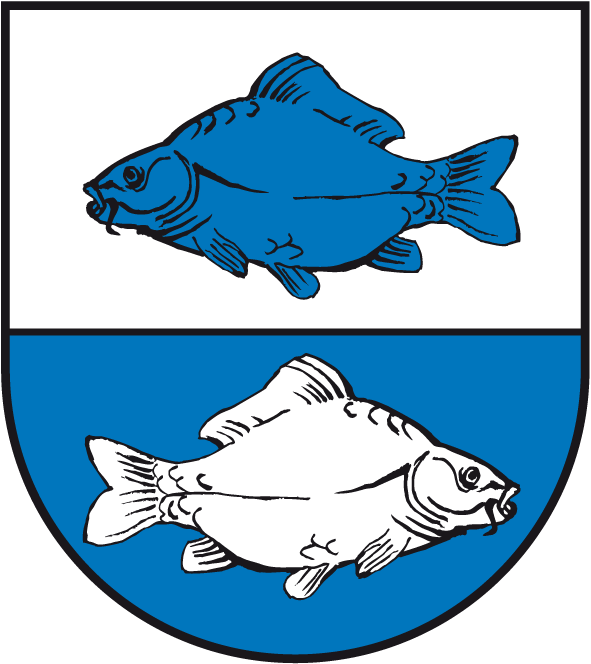
Ortswappen

Blasonierung: „Geteilt Silber über Blau, oben einen blauen Karpfen, unten einen linksgewendeten silbernen Karpfen.“
Die Gestaltung eines Wappens für Wallendorf wurde von der Gemeinde im März 1995 an den Heraldiker Jörg Mantzsch in Auftrag gegeben. Recherchen ergaben keinen Nachweis früherer Hoheitszeichen, lediglich in jüngster Vergangenheit wurde ein Siegel geführt, in dem drei lanzettenförmige Fische pfahlweise im Schild stehen, von denen der mittlere einen Wellenbalken belegt.
Vom Heraldiker wurden die drei schmalen und nicht eindeutigen Fische durch zwei Karpfen in verwechselten Farben auf geteiltem Schild ersetzt. Die Gegenseitigkeit in Tinktur und Richtung entspricht dabei Vorbildern der klassischen Heraldik. Die Form des Fisches ist zudem gut geeignet, die beiden Schildhälften zu belegen, d. h. die Proportionalität in der Symbolik ist optimal vorhanden.
Der Fisch an sich ist eine in der Heraldik sehr verschieden dargestellte Figur. Er ist ein frühchristliches Symbol, das auf Petrus zurückgeht, doch auch das Symbol der Gesundheit und Verschwiegenheit sowie ein Zeichen des Fischereirechts bzw. der Bezug zu einem Gewässer. Im Falle Wallendorf an der Luppe ist dieser Bezug zum Gewässer hergestellt.

## Sehenswürdigkeiten
- Kirche aus dem Jahr 1703[7]

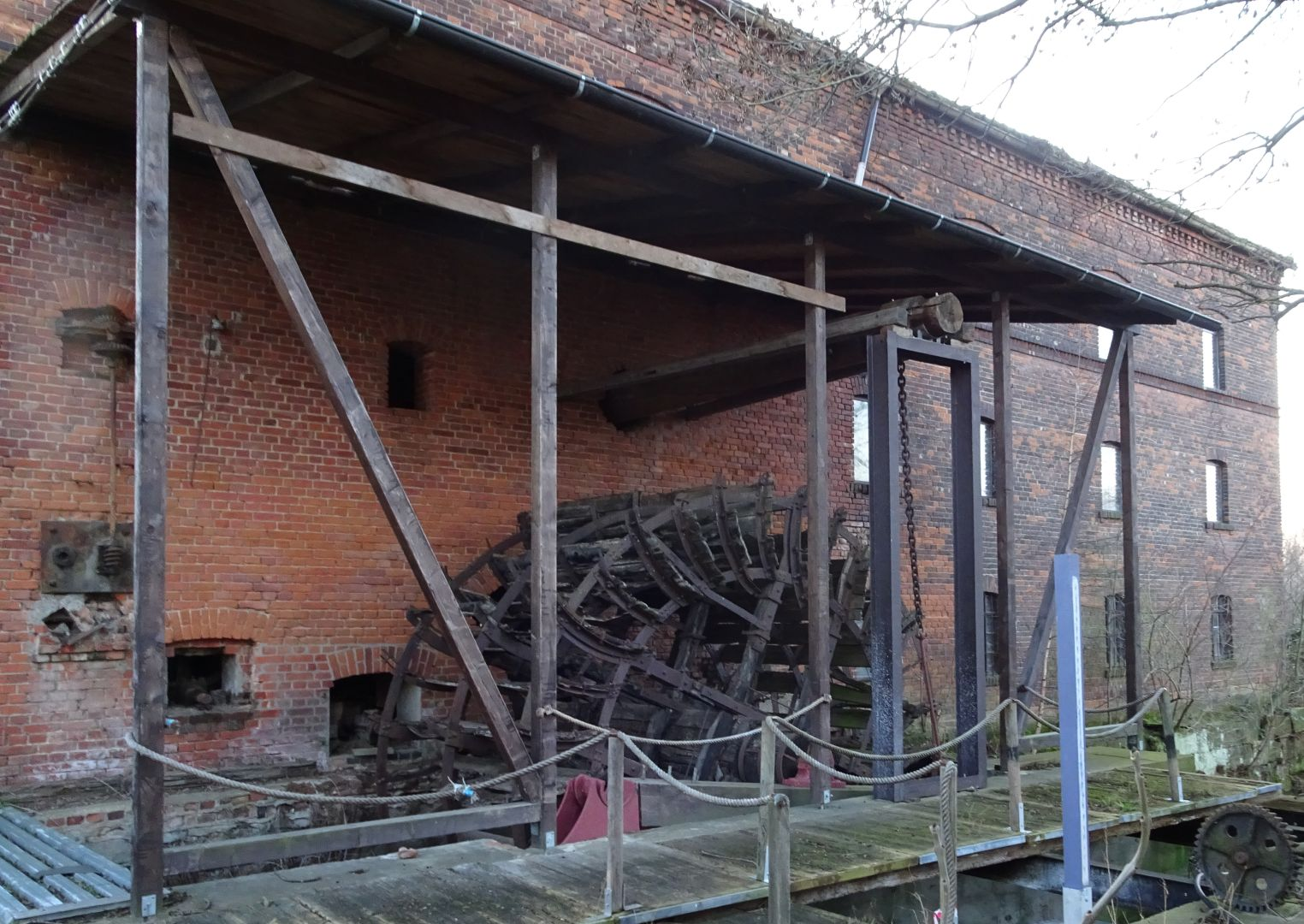
Mühle

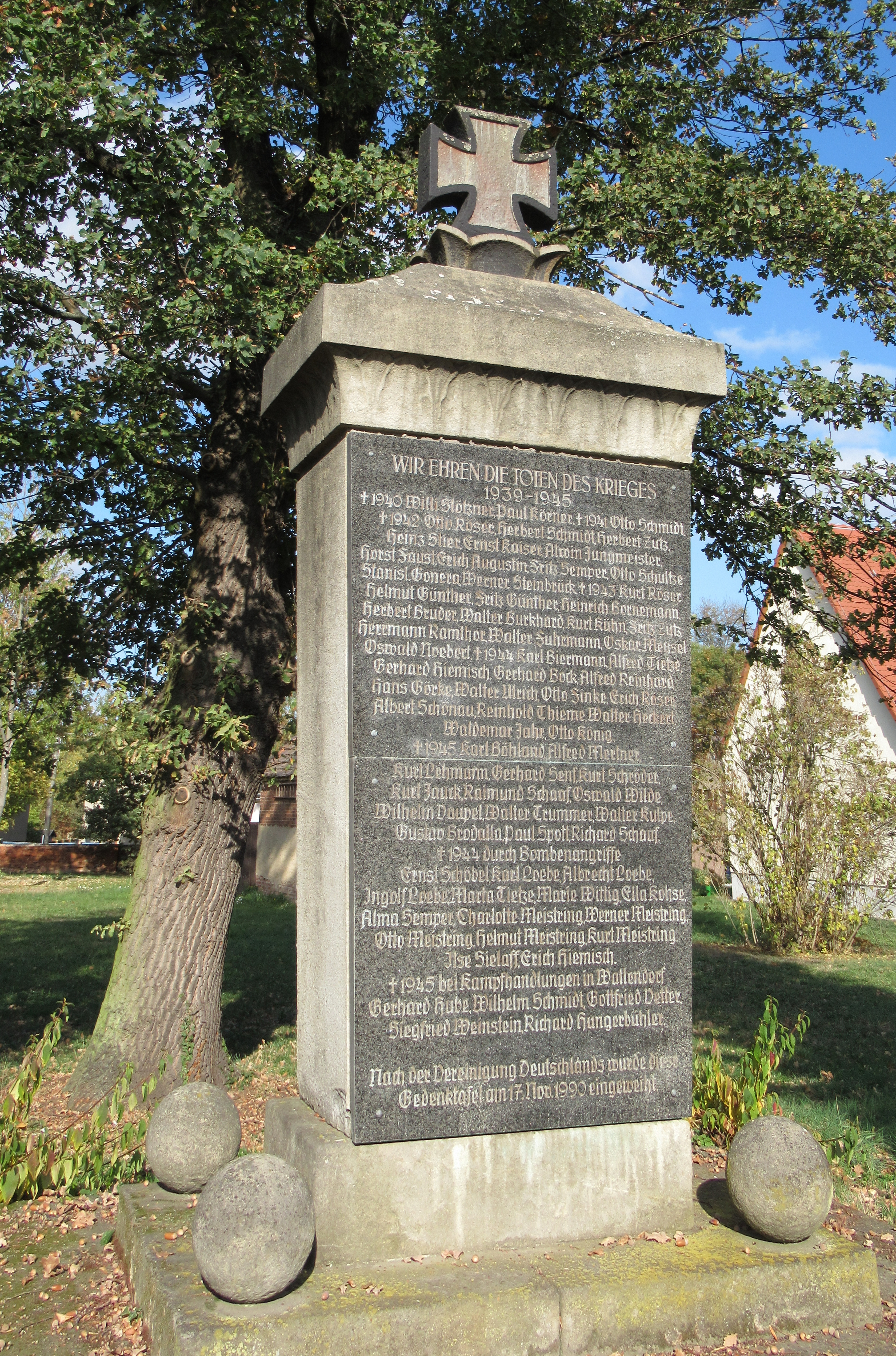
Gedenkstein Kriegsopfer 1939–1945 auf Kirchhof

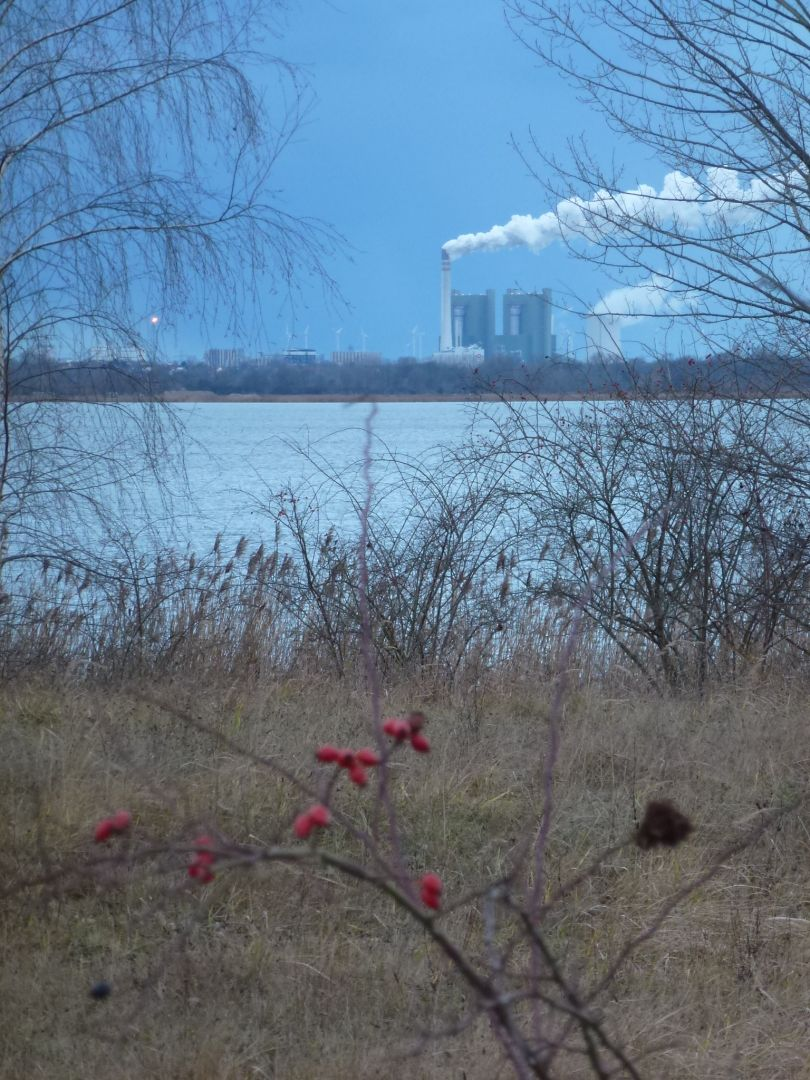
Wallendorfer See mit Blick zum Kraftwerk Schkopau

- Ein Kriegsopfer-Denkmal auf der straßenzugewandten Seite des früheren Kirchfriedhofs trägt die Überschrift: WIR EHREN DIE TOTEN DES KRIEGES 1939–1945. Es folgen die Namen von 54 Gefallenen 1940–1945, darunter die Namen von 15 Opfern der Luftangriffe von 1944 (davon sechs weiblich) und die Namen von fünf bei den Kämpfen im April 1945 Gefallenen. Gräber der Kriegsopfer sind auf dem Kirchhof oder auf dem Gemeindefriedhof nicht mehr zu finden.
- Panstermühle, einer der ältesten Mühlenstandorte Deutschlands, er wurde bereits 1091 erwähnt
- Elster-Luppe-Aue mit zwei mehr als 3 km² großen Seen
- Der Rad- und Wanderweg Salzstraße führt südlich an den Seen entlang

## Verkehrsanbindung
- Durch Wallendorf verläuft die Bundesstraße 181 von Merseburg nach Leipzig.
- Die Bundesautobahn 9 befindet sich in unmittelbarer Nähe (hinter Günthersdorf Richtung Leipzig, ca. 8 km) von Wallendorf.
- Bis zur Streckenstilllegung 1998 hatte Wallendorf einen Bahnhof an der Bahnstrecke Merseburg–Leipzig-Leutzsch.
- Günthersdorf ist durch die Personennahverkehrsgesellschaft Merseburg-Querfurt sowie die Leipziger Verkehrsbetriebe mit einer PlusBus- sowie weiteren Regionalbuslinien angebunden.

## Persönlichkeiten
- Emil Körner (1846–1920), deutscher Offizier, ab 1885 Militärberater in Chile und von 1900 bis 1910 Generalinspekteur des chilenischen Heeres
- Paul Weinstein (1878–1964), Leichtathlet, Dritter im Hochsprung bei den Olympischen Spielen 1904 in St. Louis
- Harald Gimpel (* 1951), Kanute, Dritter im Kanuslalom bei den Olympischen Spielen 1972 in München